# Петар Мећава
Петар Мећава (Живаја, код Костајнице, 22. јун 1914 — Травник, 22. октобар 1944) био је учесник Народноослободилачке борбе и народни херој Југославије.

## Биографија
Рођен је 22. јуна 1914. године у селу Живаја, код Костајнице. Потиче из сељачке породице. Основну школу је завршио у родном селу, а потом је завршио Подофицирску школу и постао наредник. Био је на активној служби у Југословенској војсци, све до њене капитулације 17. априла 1941. године. 
После капитулације вратио се у родни крај, где су га усташе ухапсиле као Србина и бившег поднаредника. После бега из усташког затвора, прешао је реку Уну и отишао на Козару, где је ступио у Баљску чету Другог крајишког партизанског одреда. Најпре је био обичан борац, а затим водник и командир чете у Четвртом батаљону. Учествовао је у многим борбама, а посебно се истакао у борби на Мраковици, Јошиковим водама. У бици на Марковици, 5. децембра 1941. године, Петар је предводио два вода Костајничке партизанске чете у јуришу на домобране.
Маја 1942. године, приликом првог ослобођења Приједора, Петар је са својом четом упао у град, где је водио борбу за сваку кућу. У згради гимназије је успео да убије усташког потпуковника Злобеца. у току ове борбе, попео се на звоник цркве и звоњавом најавио ослобођење града. У току фашистичке офанзиве на Козару у лето 1942. године, Петар се са својом четом, нашао изван непријатељског обруча, који је стезао главнину партизанских снага и народ. Он се тада, са својим борцима, пробио на Козару и помогао опкољеним јединицама. У току најтежих борби постављен је за команданта Трећег батаљона и заједно са члановима Штаба одреда организовао пробој из немачког обруча. Многи борци с Козаре упамтили су његов поклич у борби -„Удри! Разбуцај! Родило ти жито!“.
Када је формирана Прва крајишка ударна бригада, постављен је за команданта једног батаљона. Са Првом крајишком бригадом, учествовао је у борбама у централној Босни и борбама за Бихаћ, Сухачу, Босански Нови и Сански Мост. У току Четврте непријатељске офанзиве, Петар је постављен за команданта Дванаесте крајишке ударне бригаде, са којом је учествовао у првом нападу на Бањалуку, а затим у борбама током Шесте и Седме непријатељске офанзиве. После другог напада на Бањалуку, септембра 1944. године, постављен је за команданта Десете крајишке дивизије.
Крајем октобра 1944. године, његова дивизија је учествовала у борбама за ослобођење Травника. Када је, 20. октобра, у току тих борби погинуо Јосип Мажар Шоша, начелник Оперативног одјељења Петог ударног корпуса и јунак с Козаре, Петар Мећава се заветовао - „За Шошину смрт, Травник ноћас мора пасти!“. Погинуо је 22. октобра, у борбама на травничким улицама, када је тенк, у ком се налазио, погодила граната из последњег усташког упоришта у касарни. После тешких борби Травник је ослобођен, а овде су погинула три народна хероја са Козаре - Јосип Мажар Шоша, Лазар Марин и Петар Мећава.
Још за живота, 25. септембра 1944. године, одлуком Председништва АВНОЈ-а, одликован је Орденом партизанске звезде првог реда, а за народног хероја, постхумно је проглашен 27. јула 1945. године.
Петар Мећава је један од значајних фигура у сјећању народа Поткозарја и Кнежпоља, а који су били учесници НОР-а. Да је то тако, свједочи и чињеница, да Основна школа  у Костајници и даље носи његово име, док постоје улице са његовим именом како у Босни и Херцеговини, тако и у Србији, па тако на пример има улица у Бањалуци, на Бановом брду (део Београда), у Зрењанину, Футогу код Новог Сада и у Новим Козарцима код Кикинде.